# Революционная ассоциация женщин Афганистана
Революционная ассоциация женщин Афганистана (перс. جمعیت انقلابی زنان افغانستان‎, Jamiyat-e Enqelābi-ye Zanān-e Afghānestān, пушту د افغانستان د ښڅو انقلابی جمعیت‎, англ. RAWA) — женская организация, базирующаяся в городе Кветте в Пакистане, выступающая в защиту прав женщин и идей секулярной демократии. Ассоциация была основана в 1977 году Миной Кешвар Камаль, афганской студенткой и активисткой. В феврале 1987 года вследствие своей социальной активности Мина была убита по политическим мотивам. В начале 1980-х Ассоциация, поддерживающая стратегию ненасилия, перебралась в Пакистан из своего первого офиса в Кабуле, Афганистан.
Ассоциация стремится привлечь афганских женщин к участию в политических и социальных действиях в защиту соблюдения прав человека в отношении женщин, выступает против фундаменталистской политики Афганистана, призывая правительство к демократии и секуляризму. Активисты ассоциации также борются за всестороннее разоружение.
Ассоциация изначально выступала против просоветского правительства Афганистана, а впоследствии — против правительства моджахедов, талибов, а также против проамериканской исламской республики.

## История
RAWA образовалась в 1977 году в Кабуле как независимая социальная и политическая организация женщин Афганистана, борющихся за права человека и социальную справедливость. Через некоторое время Ассоциация частично перебазировалась в Пакистан и сегодня ведёт свою деятельность в защиту афганских женщин в основном оттуда.

## Основатель

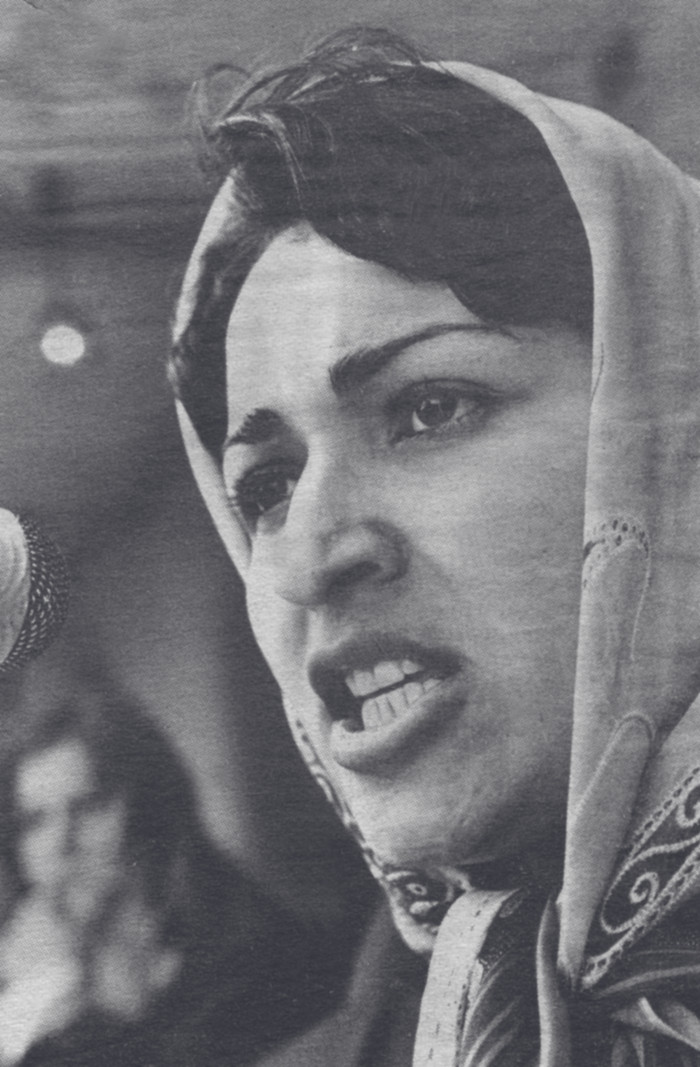
Мина Кешвар Камаль (1956—1987), основательница RAWA

RAWA была основана группой афганских женщин под руководством Мины Кешвар Камаль. Уже в возрасте 21 года активистка заложила основы деятельности Ассоции, занимаясь женским образованием в Афганистане. В 1979 году Камаль начала кампанию против советского вмешательства и просоветского правительства Афганистана. В 1981 году Мина приступила к выпуску журнала «Голос женщины», издававшегося на двух языках. В тот же год она приняла участие в съезде Социалистической партии во Франции. Благодаря Мине в Пакистане начали работу школы для детей афганских беженцев, больницы и ремесленные центры для женщин-беженцев. Деятельность и взгляды Камаль, её открытое противостояние правительству и фундаменталистам привели к политическому убийству активистки 4 февраля 1987 года.

## RAWA в 1990-е годы

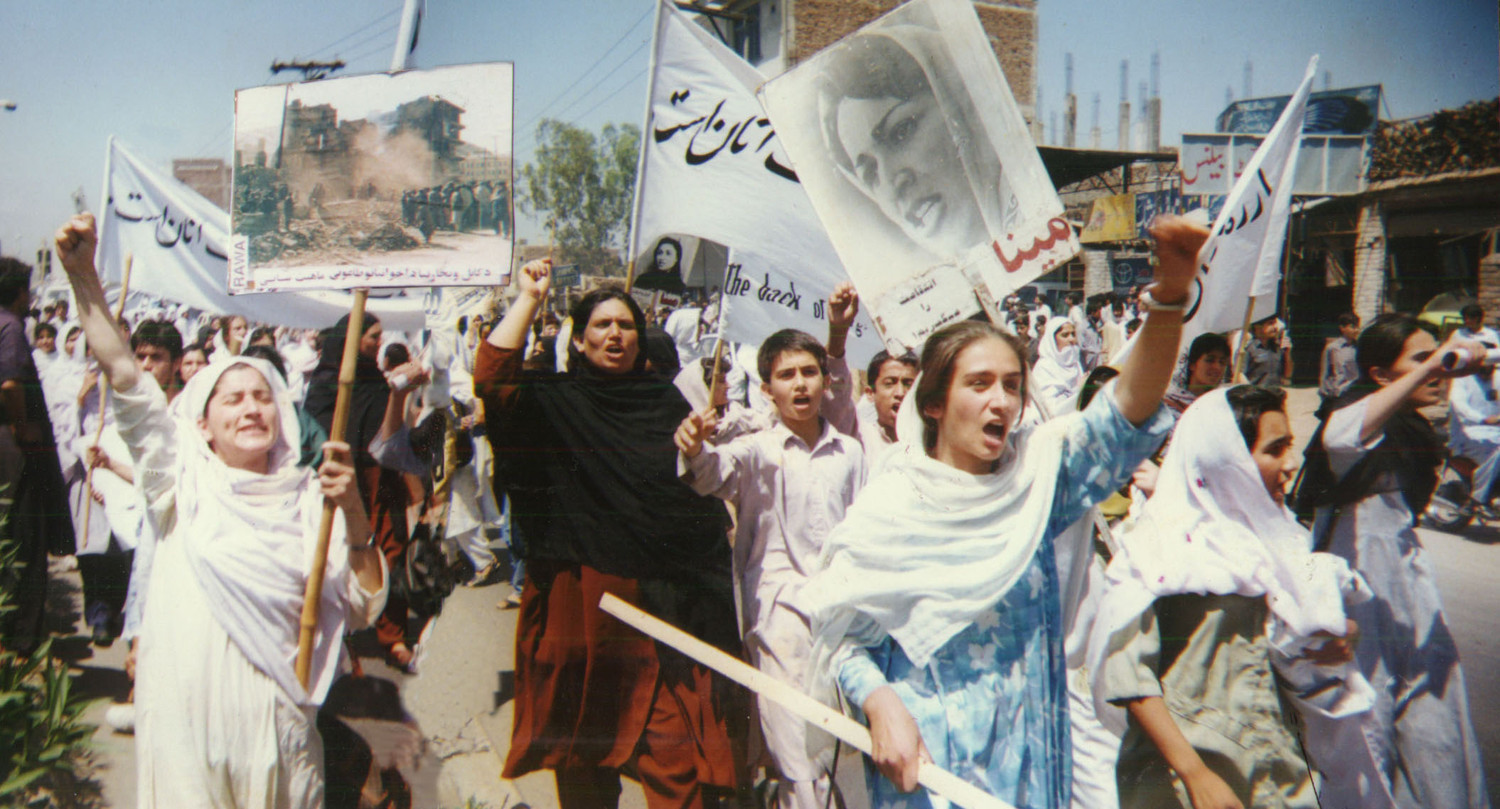
Протестная акция RAWA в Пешаваре, Пакистан, 28 апреля 1998 года

В 1990-е значительная часть усилий RAWA в Пакистане была направлена на проведение семинаров, пресс-конференций и сбор средств. Ассоциация создала тайные школы, детские дома, курсы медсестёр и ремесленные центры для женщин и детей в Пакистане и Афганистане. Активисты RAWA тайно снимали избиения и казни женщин на улицах Афганистана Шариатской гвардией. Деятельность RAWA была запрещена как Талибаном, так и Северным альянсом.

## RAWA после вторжения США в 2001 году
RAWA активно критиковала войну в Афганистане, развязанную НАТО в 2001 году, за высокие показатели жертв среди гражданского населения. Организация предъявила иск правительству США за незаконное использование четырёх фотографий с сайта RAWA в пропагандистских листовках, распространяемых в Афганистане во время войны.
После разгрома талибского правительства армиями США и Северного альянса RAWA публично заявила, что фундаменталистский Северный альянс опасен не менее, чем Талибан. Ассоциация утверждает, что правительство президента Хамида Карзая не находит поддержки в Афганистане, а фундаменталисты продвигают законы, дискриминирующие женщин так же, как при Талибане. Эту информацию подтверждают отчеты СМИ и Human Rights Watch о деятельности политика и военачальника Исмаил-хана в Герате. Именно Исмаил-хан основал Шариатскую гвардию, принуждающую женщин соблюдать строгие правила в одежде и поведении.

## RAWA сегодня
RAWA собирает средства на поддержку больниц, школ и детских домов, а также по-прежнему ведет множество проектов в Пакистане и Афганистане, в том числе совместный проект с CharityHelp.org в помощь сиротам.
Не так давно Ассоциация возобновила свою деятельность на территории Афганистана и провела там несколько мероприятий. В Кабуле активисты RAWA отметили Международный женский день в 2006, 2007 и 2008 годах.
27 сентября 2006 году активистка RAWA впервые (возможно, за всю историю организации) выступила за круглым столом на афганском телевидении, на телеканале TOLO TV. В ходе дебатов с представителем бескомпромиссных исламских фундаменталистов она назвала их лидеров «военными преступниками, ответственными за трагическое положение сегодняшнего Афганистана». TOLO TV цензурировал все отрывки записи, где упоминались конкретные имена.
7 октября Афганская женская миссия (Afghan Women’s Mission) организовала благотворительное мероприятие в поддержку RAWA в Лос-Анджелесе. Главным гостем события стала Ив Энслер, а среди выступавших были Сонали Колхаткар и Зоя, активистка RAWA.
«Зоя» — псевдоним активистки Международного комитета RAWA, побывавшей во многих странах, в том числе в США, Испании и Германии. В 2003 году она получила международное признание благодаря своей автобиография «История Зои: борьба афганской женщины за свободу» (Zoya’s Story — An Afghan Woman’s Battle for Freedom).
В 2009 году RAWA и другие женские правозащитные организации жестко осудили Шиитский семейный кодекс, легализующий изнасилование в браке наряду с детскими браками и практикой пурды (затворничества) замужних женщин для мусульман-шиитов Северного Афганистана. Кодекс был одобрен президентом Афганистана Хамидом Карзаем, стремившимся таким образом заполучить поддержку населения этой области и соседствующей с ней Исламской Республикой Иран, также населённой преимущественно шиитами. Среди прочего, Кодекс законодательно закреплял дискриминацию женщин в отношении получения наследства и развода.
В июне 2008 Зоя дала показания для Комиссии по правам человека Бундестага, чтобы склонить правительство Германии к выводу войск из Афганистана.

## Награды
За деятельность в области защиты прав человека и демократии RAWA была удостоена 16 наград и дипломов, среди которых шестая Азиатская премия за деятельность в области защиты прав человека (Asian Human Rights Award) (2001), награда Французской Республики за деятельность в области защиты прав человека «Свобода, равенство, братство» (French Republic’s Liberty, Equality, Fraternity Human Rights Prize) (2000), Исламбадская мемориальная награда им. Эммы Хамфриз (Islamabad Emma Humphries Memorial Prize) (2001), премия «Женщина года» журнала Glamour (Glamour Women of the Year) (2001), Международная премия в области журналистики SAIS-Novartis(SAIS-Novartis International Journalism Award) Университета Джонса Хопкинса (2001), Диплом специального признания Конгресса (Certificate of Special Congressional Recognition) от Конгресса США (2004 г.), почетная докторская степень бельгийского Антверпенского университета за выдающиеся не учебные достижения, а также множество других наград.

## Мнения о RAWA
В книге Анны Бродски «Изо всех сил: Революционная ассоциация женщин Афганистана» (With All Our Strength: The Revolutionary Association of the Women of Afghanistan) всемирно известные писатели и правозащитники делятся своими мнениями о RAWA. «Каждому из нас нужна своя маленькая RAWA», — говорит Арундати Рой. Ив Энслер, автор «Монологов вагины» (The Vagina Monologues), полагает: «RAWA должна стать образцом для любого коллектива, борющегося с жестокостью». Свою поддержку Ассоциации выразили Кейта Поллитт, написавшая «Предмет споров: восприятие и разногласия в вопросах женщин, политики и культуры» (Subject to Debate: Sense and Dissents on Women, Politics, and Culture), а также пишущие о RAWA пакистанцы Ахмед Рашид, автор «Талибан и джихад» (Taliban and Jihad), и Асма Джахангир, специальный докладчик ООН и известная активистка, борющаяся за права женщин в Пакистане.